# Víktor Babariko
Víktor Dmítrievich Babariko (en ruso: Виктор Дмитриевич Бабарико; en bielorruso: Віктар Дзмітрыевіч Бабарыка o Víktar Dzmítryevich Babaryka; Minsk, 9 de noviembre de 1963) es un banquero, filántropo y político opositor de Bielorrusia. En mayo de 2020 anunció su candidatura a las  elecciones presidenciales bielorrusas de 2020. El 18 de junio de 2020 fue detenido bajo la acusación de «actividades financieras ilegales». 

## Biografía
Babariko nació el 9 de noviembre de 1963 en Minsk. En 1981, terminó la escuela secundaria y en 1988, se graduó de la Facultad de Mecánica y Matemáticas de la Universidad Estatal de Bielorrusia, en 1995, la Academia de Administración Pública bajo la égida del Gabinete de Ministros de la República de Bielorrusia. Cinco años después, terminó los cursos de maestría en la Universidad Estatal de Economía de Bielorrusia. 
Babariko trabaja en el sistema bancario de Bielorrusia desde julio de 1995. En julio de 2000, fue nombrado presidente del consejo de administración de Belgazprombank. El 12 de mayo de 2020, dimitió voluntariamente como presidente del consejo de administración de Belgazprombank y declaró su intención de participar en las elecciones presidenciales bielorrusas de 2020. El 19 de junio de 2020. Amnistía Internacional considera que Babariko, su hijo y varias otras figuras de la oposición detenidas son presos de conciencia.

### Filántropo
En 2008, Víktar Babaryka se convirtió en uno de los fundadores de la Fundación Internacional Benéfica Infantil "Chance". La Fundación ha brindado apoyo a niños gravemente enfermos.
En 2018, por iniciativa de Babariko, Belgazprombank financió la publicación de 15.000 copias de la edición en cinco volúmenes de Svetlana Aleksiévich y las donó a bibliotecas bielorrusas. 
Con el apoyo de Víktor Babariko, el original de la Biblia de Francysk Skaryna, así como las pinturas de Marc Chagall, Chaim Soutine y Léon Bakst fueron devueltos a Bielorrusia.
También se le ocurrió una propuesta para crear un espacio de arte OK16 organizando exposiciones y representaciones teatrales. 

### Carrera hacia la presidencia
El 8 de mayo de 2020, la Cámara de Representantes de la Asamblea Nacional anunció la fecha del 9 de agosto de 2020 para celebrar elecciones presidenciales en Bielorrusia. El 12 de mayo, Víktor Babariko expresó su deseo de postularse para la presidencia, y el 20 de mayo registró una iniciativa mayor que incluía a 8.904 personas. 
La candidatura de Babariko fue apoyada públicamente por destacados nombres de la cultural bielorrusa, entre ellos la premio Nobel Svetlana Aleksiévich y el director Andrej Kurejchyk. El 17 de junio, el filósofo Uladzímir Matskévich (que anteriormente estaba a favor del boicot de las elecciones) decidió finalmente respaldar la candidatura de Babaryka a la presidencia como muestra de solidaridad con todas las personas que fueron perseguidas durante la campaña electoral y para alentar a los oponentes de Aleksandr Lukashenko a unirse en torno a Babarika, que se había convertido en el líder de facto de la oposición bielorrusa. Aparte de eso, dos excandidatos presidenciales para las elecciones de 2010 también se pronunciaron en apoyo de Víktor Babariko: Uladzímir Nyaklyáyew (13 de junio) y Andréi Sánnikov (15 de junio). 
A finales de mayo, las encuestas de Internet mostraban que Babariko y ocupaba el primer lugar con más del 50% de apoyos. En vista de los resultados, las autoridades bielorrusas recategorizaron las encuestas de sitios web como equivalentes a las encuestas de opinión pública nacionales, que solo pueden ser realizadas por instituciones con una acreditación especial (ni una sola agencia de medios posee tal acreditación); las calificaciones electorales de los políticos no se han publicado en el país desde 2016. El 31 de mayo, Víktor Babariko presentó la Declaración de Elecciones Justas. 
Según la legislación bielorrusa, para registrarse como candidato presidencial, una persona debe presentar 100.000 firmas en su apoyo; el grupo de iniciativa reunió la cantidad necesaria antes del 6 de junio. El 9 de junio, Babariko batió el récord de Zianón Pazniak al reunir 230.000 firmas. Para el 19 de junio, el equipo de Babariko informó que se habían reunido 425.000 firmas. 
El 17 de junio, se bloqueó la cuenta bancaria del fondo electoral de Babariko en Belarusbank. Según el equipo electoral, se congelaron más de 100.000 BYN (aprox. 42.000 dólares). 
El 20 de junio, el equipo de Babariko presentó todo el paquete de documentos, incluida la cantidad necesaria de firmas, a la Comisión Electoral Central de Bielorrusia . 
El 14 de julio de 2020, se le negó la inscripción como candidato a la presidencia.  

### Detención
El 11 de junio de 2020, comenzó una campaña de búsqueda e incautación del gobierno en Belgazprombank. Fueron detenidos tres miembros del grupo de iniciativa de Babariko, incluido el coordinador de la región de Maguilov, ex vicealcalde de Mahiliou Uladzímir Dudarau. Al día siguiente, el Comité de Control del Estado de la República de Bielorrusia anunció que se había detenido a 15 antiguos y actuales empleados de Belgazprombank. El Departamento de Investigaciones Financieras del Comité inició una acción penal de conformidad con la parte 2 del artículo 243 “Evasión fiscal y arancelaria a gran escala” y la parte 2 del artículo 245 “Lavado de activos a gran escala”. Al principio, Víktor Babariko no fue el objetivo de la investigación, pero, según el jefe del Comité de Control del Estado, Iván Tertel, el equipo de investigación tenía "pruebas sólidas de la participación de Babariko en actividades ilegales" y "la mayoría de los detenidos están cooperando con la investigación autoridades y confesiones ”. El propio Babariko sostuvo que la investigación no tenía materiales comprometedores reales y que el caso penal tenía implicaciones puramente políticas; esta declaración fue confirmada indirectamente por Aleksandr Lukashenko, quien dijo que “había encargado al Comité de Control del Estado que inspeccionara las actividades de Belgazprombank”. Los abogados de la ONG “Pravovaya Initsiativa” (“Iniciativa Legal”) declararon que las denuncias del Comité de Control del Estado, el presidente y su secretario de prensa sobre la complicidad de Babaryka y la culpabilidad de las personas detenidas en el caso Belgazprombank eran inaceptables y una violación de derechos humanos, y solo tenían el objetivo de impedir la candidatura presidencial de Babariko. 
El 18 de junio de 2020, Víktor Babariko y su hijo, jefe del grupo de iniciativa Eduard Babaryka fueron detenidos; más tarde se informó que Babariko había sido arrestado y enviado al Centro de Detención Preventiva de la KGB de Bielorrusia. Según los cargos que se le imputaban, durante un par de años Belgazprombank había transferido más de 430 millones de dólares de su cuenta a Letonia, y Víktor Babariko era el "cerebro detrás del crimen". A partir del 19 de junio, el caso fue investigado por el Comité de Seguridad del Estado de la República de Belarús (KGB), ya que los acusados “ponen en peligro los intereses de la seguridad nacional”. El 20 de junio, se formularon cargos contra Víktor Babariko y, al día siguiente, contra su hijo Eduard. En ambos casos, los motivos de la detención se mantuvieron en secreto. Víktor y Eduard Babariko están detenidos en el Centro de Detención Preventiva del KGB de Bielorrusia. 
El 29 de junio de 2020, Amnistía Internacional reconoció a Víktor y Eduard Babariko, así como a varios opositores de Lukashenko, como presos de conciencia.
El 2 de julio de 2020, se informó que Víktor Babariko fue acusado de delito de conformidad con la parte 2 del artículo 243 (evasión de impuestos y aranceles a gran escala), la parte 2 del artículo 245 (lavado de dinero a gran escala) y la parte 2 del artículo 431 (soborno recurrente o soborno a gran escala) del Código Penal de Bielorrusia. El 3 de julio, durante una sesión a puerta cerrada, el Tribunal de la ciudad de Minsk examinó y desestimó la denuncia de Babariko sobre la decisión del Tribunal del Distrito Central de mantenerlo detenido. 

### La campaña continúa
Tras la detención de Babariko, María Kolésnikova, su jefa de campaña, se sumó en apoyo a la candidatura de Svetlana Tijanóvskaya junto a Veronica Tsepkalo. Las tres mujeres protagonizaron el último tramo de campaña. Tras la celebración de elecciones, la denuncia por fraude de la victoria oficial del presidente Lukashenko por el 80 % de los votos frente a un 10 % de Tijanóvskaya y las movilizaciones en Bielorrusia, Kolésnikova continúa en el país reclamando nuevas elecciones y la libertad de los detenidos.

### Después de las elecciones
En la actualidad Babariko continúa en la cárcel; se le ve en el video del encuentro entre el dictador y sus opositores detenidos, transmitido el 10 de octubre de 2020.
El 6 de julio de 2021, Babariko fue condenado a 14 años de prisión tras ser declarado culpable de soborno y evasión fiscal.
En julio de 2023, Eduard Babariko fue condenado a 8 años de prisión.

## Vida personal
Su esposa Marina murió el 15 de agosto de 2017. Tiene un hijo, Eduard, empresario, fundador de la plataforma de micromecenazgo Ulej y cofundador de la plataforma MolaMola y una hija, Mariya que vive en Australia.

## Reconocimientos y honores
- En enero de 2002, el presidente de la República de Bielorrusia, Aleksandr Lukashenko, agradeció oficialmente a Babariko por su importante contribución al desarrollo del sistema bancario de Bielorrusia.